# Леон Бона
Леон-Жозеф-Флорентен Бона (на френски: Léon-Joseph-Florentin Bonnat) е френски художник, известен със своите портрети.

## Биография
Роден е на 20 юни 1833 г. в Байон, Франция. Учи при Федерико Мадрасо в Мадрид и Леон Коние в Париж. Ранните му картини са с религиозни сюжети и са повлияни от испанския барок. През 1870-те години започва да рисува поредица от над 200 портрета на известни личности, сред които са Адолф Тиер, Виктор Юго, Иполит Тен, Луи Пастьор, Жан Огюст Доминик Енгър, Игнаци Падеревски.
През 1888 г. Бона става преподавател в Школата за изящни изкуства в Париж, а през 1905 г. наследява Пол Дюбоа като неин директор. Сред неговите ученици са Томас Икинс, Гюстав Кайбот и Анри дьо Тулуз-Лотрек.
Умира на 8 септември 1922 г. в Монши Сент Елоа.

## Галерия
- Джото се грижи за козите (1850)
- Египетска селянка с детето си (1869–1870)
- Арабски шейх (c. 1870)
- Римско момиче при чешма (1875)
- Йов (1880)
- Разпънатият Христос (1880)
- Уилям Томпсън Уолтърс (1883)
- Портрет на Антоан-Луи Баре с восъчен модел на седящ лъв (1868)
- Роз Карон в ролята на Саламбо
- Идилия (1890)